# Brazo espiral

La galaxia Remolino (M51) tiene una estructura espiral pronunciada.

Los brazos espirales son regiones de formación de estelar dentro del disco galáctico, que se extienden desde el centro de las galaxias espirales y desde el final de la «barra» en las espirales barradas.
Normalmente, estas presentan dos o más brazos, que representan la zona de mayor brillo de la galaxia, en forma de espiral, y su configuración colectiva se conoce como patrón espiral o estructura espiral de la galaxia. Están compuestos de gas y estrellas brillantes, y separados entre ellos por espacios menos brillantes y aparentemente vacío. 
Su apariencia es bastante diversa. Las galaxias espirales de gran diseño exhiben un patrón simétrico y distintivo, compuesto por dos brazos espirales que se extienden a lo largo de la galaxia. Por el contrario, la estructura espiral de las galaxias floculentas comprende numerosos fragmentos pequeños de brazos que no están conectados entre sí. La apariencia de los brazos espirales varía a lo largo del espectro electromagnético.
Además de un mayor brillo, se caracterizan por una mayor concentración de gas y polvo interestelar, estrellas brillantes y cúmulos estelares, explosiones estelares activas, un color más azul y una mayor intensidad del campo magnético en las galaxias. La contribución de los brazos espirales a la luminosidad total de la galaxia puede alcanzar entre el 40 a 50% en algunas de ellas. Las características de los brazos espirales están correlacionadas con otras propiedades de las galaxias, por ejemplo, el ángulo de torsión de estos está relacionado con parámetros como la masa del agujero negro supermasivo en el centro y la contribución del bulbo a la luminosidad total.
Se han propuesto dos teorías principales para explicar su origen: el modelo estocástico de formación estelar autopropagadora y la teoría de ondas de densidad. Estas teorías describen diferentes variantes de la estructura espiral y no se excluyen entre sí. Además de estas, existen otras teorías que pueden explicar la aparición de la estructura espiral en algunos casos.
La estructura espiral fue identificada por primera vez en 1850 por William Parsons en la galaxia Remolino. La naturaleza de la estructura espiral permaneció sin resolver durante un período considerable de tiempo.

## Características generales

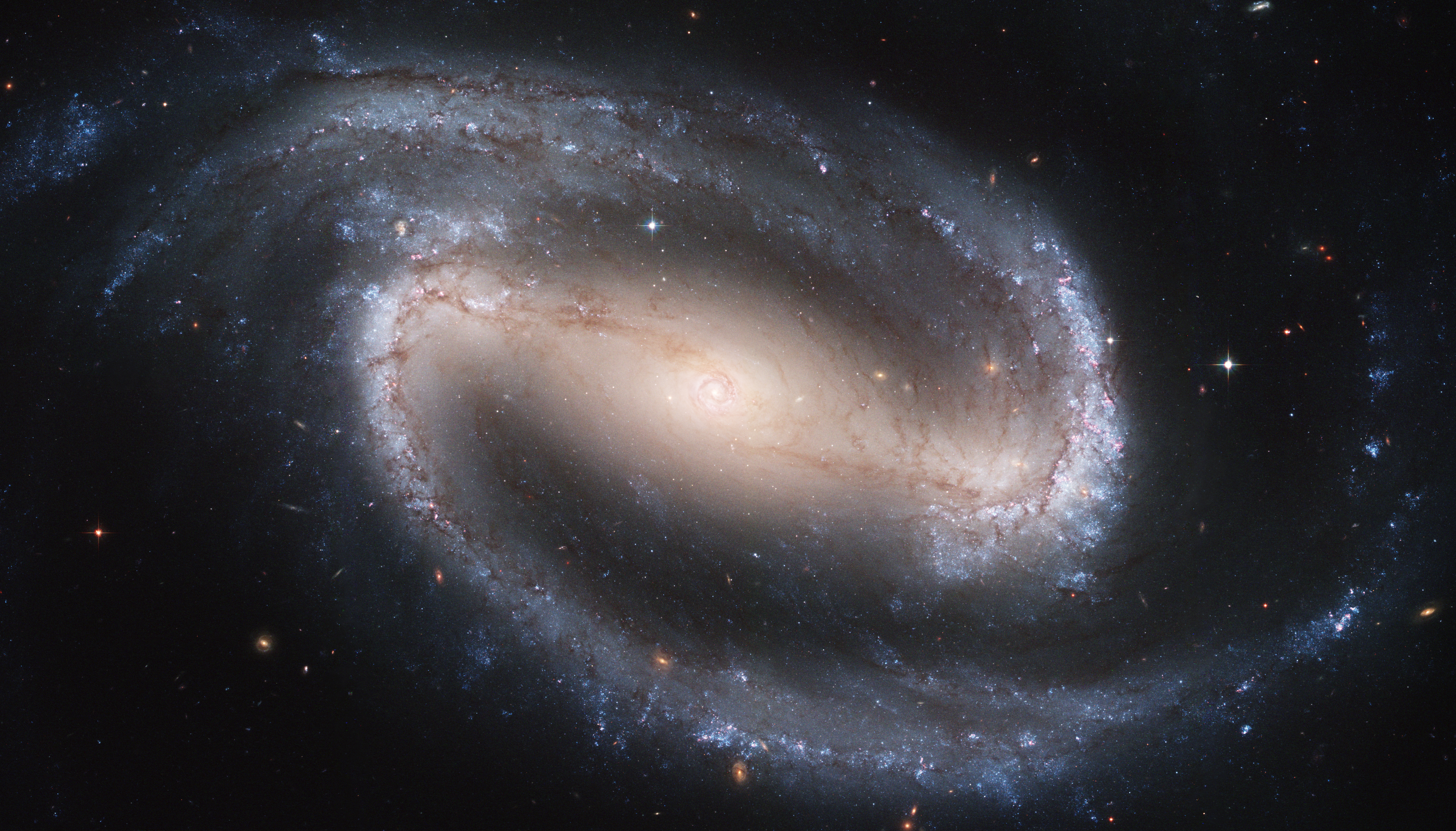
NGC 1300 ejemplo de galaxia espiral barrada

Los brazos espirales son una característica definitoria de la composición estructural de las galaxias espirales, situadas dentro de discos y que exhiben un brillo elevado en relación con su entorno circundante. Estas estructuras toman la forma de espirales, que en las galaxias no barradas generalmente se originan en una región cercana al centro de la galaxia, mientras que en las galaxias barradas se originan en los extremos de la barra. Los brazos espirales no se extienden por todo el radio del disco y terminan a la distancia a la que aún se puede distinguir este. Una galaxia normalmente consta de dos o más brazos espirales. La configuración colectiva de estos brazos dentro de una galaxia se conoce como patrón espiral o estructura espiral.
Alrededor de dos tercios de todas las galaxias masivas son galaxias espirales. Se han observado brazos espirales en galaxias con desplazamientos al rojo de hasta {\displaystyle z\approx 1}, y en ocasiones incluso a distancias mayores, lo que corresponde a una época en que la edad del Universo era menos de la mitad de la actual. Esto sugiere que la estructura en espiral es un fenómeno de larga duración.
Los brazos espirales presentan una variación considerable en su apariencia, en general, se caracterizan por una mayor concentración de gas y polvo, brotes estelares activos y una mayor prevalencia de cúmulos estelares, regiones H II y estrellas brillantes que en el resto del disco. Aunque se identifican principalmente debido a su población estelar joven, también existe una mayor concentración de estrellas viejas dentro de ellos.

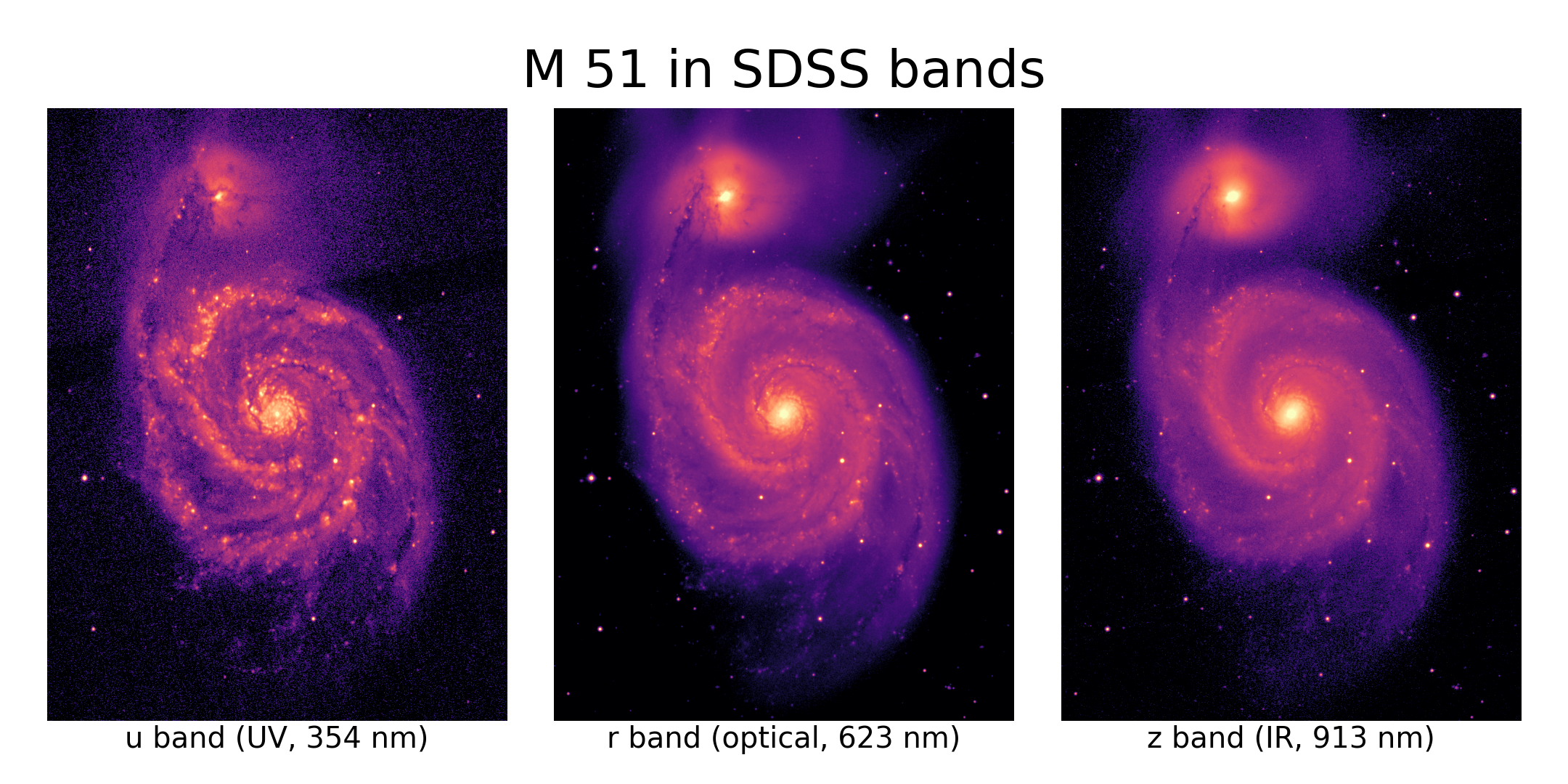
Imágenes de la galaxia M51 del SDSS en tres bandas fotométricas: de izquierda a derecha las bandas u (ultravioleta), r (visible) y z (infrarroja).

La apariencia y manifestación de los brazos espirales en una galaxia puede variar en función de la parte del espectro electromagnético en la que se observe. En las partes azul y ultravioleta del espectro, están bien definidos debido a la presencia de supergigantes azules. En el rojo y el infrarrojo cercano, las estrellas más viejas contribuyen más, lo que hace que los brazos espirales aparezcan más uniformes, pero menos contrastados. La radiación del polvo interestelar hace que los brazos espirales brillen en el infrarrojo lejano, mientras que la radiación del hidrógeno neutro y las moléculas los hace brillantes en la banda de radio. El mayor contraste y cantidad de detalles precisos en los brazos espirales pueden apreciarse cuando se observan en las líneas espectrales de emisión producidas por las nebulosas de emisión, así como en las líneas de hidrocarburos poliaromáticos producidas por las nubes de gas frío.

La aparición de brazos espirales es uno de los criterios para la clasificación morfológica de las galaxias. Por ejemplo, en el esquema de clasificación de Hubble, las galaxias espirales se dividen en los tipos Sa, Sb, Sc. Las galaxias espirales barradas se dividen en los tipos SBa, SBb y SBc. Los brazos espirales de las galaxias tempranas de tipo Sa y SBa están estrechamente retorcidos y son uniformes, mientras que los de las galaxias tardías de tipo Sc y SBc son irregulares y están débilmente retorcidos. Los tipos Sb y SBb presentan características intermedias.
- Galaxias espirales de diferentes tipos morfológicos del SDSS<ref>J., Buta, Ronald (2011-02). «Galaxy Morphology». arXiv e-prints (en inglés). doi:10.48550/arXiv.1102.0550. Archivado desde el original el 16 de enero de 2025. Consultado el 12 de junio de 2025.</ref>
- NGC 4314 (SBa)
- M95 (SBb)
- NGC 3367 (SBc)

### Morfología
La estructura espiral de las galaxias exhibe una considerable diversidad en apariencia. Las galaxias espirales de gran diseño exhiben un patrón simétrico y claro compuesto por dos brazos espirales que se extienden a lo largo de la galaxia. Representan el 10% del número total de galaxias espirales. Por el contrario, la estructura espiral de las galaxias floculentas consiste en numerosos pequeños fragmentos de brazos que no están conectados entre sí. Entre las galaxias espirales, la fracción de dichas galaxias es igual al 30%.

El resto de las galaxias son de un tipo intermedio, llamadas «multibrazo», que exhiben las propiedades tanto de las galaxias floculentas como de las de gran diseño. Por ejemplo, pueden parecer galaxias de gran diseño y aún así poseer más de dos brazos. Alternativamente, pueden exhibir una estructura de dos brazos más ordenada en el interior, que se vuelve irregular en la periferia. Sin embargo, en casi todos los casos, ambos tipos de estructura están presentes en la estructura espiral. Incluso las galaxias de gran diseño tienen detalles que no encajan en el patrón espiral. Además, hay galaxias que exhiben diferentes tipos de estructura espiral cuando se observan en diferentes rangos espectrales. La distinción entre los dos tipos principales de brazos espirales parece estar relacionada con diferencias físicas fundamentales entre ellos.
- Galaxias con diferente morfología de estructura espiral<ref>Ann, Hong Bae; Lee, Hyun-Rok (2013-06). «Spiral Arm Morphology of Nearby Galaxies». Journal of Korean Astronomical Society (en inglés) 46 (3): 141-149. ISSN 1225-4614. doi:10.5303/JKAS.2013.46.3.141. Consultado el 12 de junio de 2025.</ref>
- M101 tiene brazos filamentosos
- La galaxia M33 de brazos masivos

Además, los brazos espirales se subdividen en dos categorías: masivos y filamentosos. En primera instancia, los brazos espirales son anchos, difusos y no contrastan significativamente con el espacio entre ellos. En cambio, en el segundo caso, los brazos espirales son estrechos y claramente definidos.
- Varias galaxias para las que se realizaron mediciones del ángulo de inclinación, imágenes de SDSS (los valores obtenidos de se dan entre paréntesis)<ref>Deanna, Shields,; Benjamin, Boe,; Casey, Pfountz,; L., Davis, Benjamin; Matthew, Hartley,; Ryan, Miller,; Zac, Slade,; Shameer, Abdeen, M. et al. (2022-10). «Spirality: A Novel Way to Measure Spiral Arm Pitch Angle». Galaxies (en inglés) 10 (5). ISSN 2075-4434. doi:10.3390/galaxie. Archivado desde el original el 23 de enero de 2025. Consultado el 12 de junio de 2025. </ref>
- NGC 4977 ({\displaystyle \mu =7{,}3^{\circ }})
- NGC 2649 ({\displaystyle \mu =12{,}6^{\circ }})
- NGC 4195 ({\displaystyle \mu =25{,}7^{\circ }})
- NGC 2575 ({\displaystyle \mu =29{,}7^{\circ }})
- NGC 2532 ({\displaystyle \mu =45{,}1^{\circ }})

### Forma y ángulo de paso
La forma del brazo suele estar parametrizada por el ángulo de paso {\displaystyle \mu }. El ángulo de paso es el ángulo entre la tangente al brazo espiral en un punto dado y la perpendicular al radio trazada hasta ese punto. En la mayoría de las galaxias espirales, el ángulo de inclinación promedio se encuentra dentro del rango de 5° a 30°. Los brazos espirales con un ángulo de paso pequeño se denominan enrollados herméticamente, mientras que aquellos con un ángulo de paso mayor se denominan abiertos.
La forma de los brazos espirales a menudo se describe de manera simplificada como una espiral logarítmica. Sin embargo, los brazos espirales también pueden describirse como una espiral arquimediana o hiperbólica. En el caso de la espiral logarítmica, el ángulo de paso es constante. Disminuye a medida que aumenta la distancia desde el centro en la espiral de Arquímedes y aumenta en la espiral hiperbólica. Las mediciones de los ángulos de torsión en las galaxias indican que sólo una minoría de las galaxias espirales tienen ángulos de inclinación de los brazos que son casi constantes. Más de dos tercios de las galaxias tienen ángulos de inclinación que varían en más del 20%. Se ha descubierto que el ángulo de torsión promedio se correlaciona con varios parámetros diferentes de la galaxia. Por ejemplo, los brazos espirales de las galaxias con bulbos más brillantes tienden a estar más apretados.
Los brazos espirales también pueden clasificarse como delanteros o traseros. En el caso de los brazos espirales rezagados, sus puntas exteriores apuntan en la dirección opuesta a la dirección de rotación de la galaxia. En el caso de los brazos principales, sus puntas exteriores apuntan en la misma dirección en la que gira la galaxia. En la práctica, resulta complicado determinar si los brazos de una galaxia determinada están adelantados o retrasados. Para observar la estructura espiral, la galaxia no debe estar inclinada excesivamente hacia el plano de la imagen. Sin embargo, es necesaria una ligera inclinación para determinar la dirección de rotación. Además, es necesario identificar el lado de la galaxia más cercano al observador. Una revisión de los datos observacionales indica que la mayoría de las galaxias presentan brazos espirales rezagados, siendo los brazos delanteros relativamente poco comunes. Por ejemplo, entre las doscientas galaxias estudiadas de este modo, sólo dos podrían tener brazos principales. En algunos casos, las galaxias presentan brazos espirales tanto delanteros como traseros, como lo ejemplifica NGC 4622. Las simulaciones numéricas han demostrado que pueden surgir brazos espirales delanteros en circunstancias específicas. Un ejemplo de ello es cuando el halo de materia oscura gira en oposición al disco de la galaxia.
El ancho de los brazos espirales en la mayoría de las galaxias aumenta con la distancia desde el centro. Las galaxias de gran diseño exhiben el mayor ancho de brazos espirales.

### Luminosidad y color
La relación entre la luminosidad de la estructura espiral y la luminosidad de toda la galaxia es máxima en las galaxias espirales de gran diseño. Para estas galaxias, esta proporción es del 21% en promedio, y algunas alcanzan hasta el 40-50%. Para las galaxias floculentas y multibrazo, la proporción es del 13% y del 14%, respectivamente. Además, la proporción de brazos espirales en la luminosidad total aumenta en los tipos morfológicos posteriores. Para las galaxias de tipo Sa, esta proporción promedia el 13%, mientras que para las galaxias de tipo Sc promedia el 30%.
El color de los brazos espirales se vuelve cada vez más azul en las galaxias de tipos morfológicos tardíos. El índice de color gr para las galaxias de tipo Sc es de aproximadamente 0,3–0,4 m, mientras que para las galaxias de tipo Sa es de 0,5–0,6 m.
Además, existen galaxias anémicas (espirales anémicas). Estas galaxias se distinguen por un patrón espiral tenue y difuso, que se atribuye a una cantidad reducida de gas y, en consecuencia, a una tasa de formación de estrellas disminuida en comparación con las galaxias espirales normales del mismo tipo morfológico. Las galaxias anémicas son más frecuentes en los cúmulos de galaxias. Aparentemente, las galaxias en estos cúmulos están sujetas a una presión de ariete, lo que resulta en una rápida pérdida de gas. Se plantea la hipótesis de que este tipo de galaxia puede estar entre las galaxias espirales y las lenticulares.

### Campo magnético
Se observan campos magnéticos más fuertes en los brazos espirales que en el resto de la galaxia. El valor medio de los campos magnéticos en las galaxias espirales es de 10 microgauss, mientras que en sus brazos espirales es de 25 microgauss. En las galaxias con un patrón espiral pronunciado, los campos magnéticos están orientados a lo largo de los brazos. Sin embargo, en algunos casos, el campo magnético puede formar una estructura espiral separada que corre en el espacio entre los brazos espirales visibles. Por el contrario, los campos magnéticos pueden influir en el movimiento del gas dentro de la galaxia y contribuir a la formación de brazos espirales. Sin embargo, no son lo suficientemente fuertes como para desempeñar un papel dominante en la formación de brazos espirales.

### Correlación entre los parámetros del brazo espiral y otras propiedades de las galaxias
Los parámetros de los brazos espirales se correlacionan con otras propiedades de la galaxia. Por ejemplo, se ha establecido que las galaxias con un ángulo de inclinación mayor suelen presentar una masa menor del agujero negro supermasivo en su centro y una masa galáctica menor en general. Además, su abultamiento contribuye menos a la luminosidad total, tienen una menor dispersión de velocidad en el centro y sus curvas de rotación parecen ser más crecientes. Sin embargo, estas dependencias no son particularmente pronunciadas. Aunque el ángulo de inclinación de los brazos espirales se introdujo originalmente en la clasificación morfológica de las galaxias como uno de los criterios de clasificación, análisis posteriores han revelado que este valor se correlaciona con el tipo morfológico en menor medida que, por ejemplo, el indicador del color de los brazos espirales. La correlación entre el ángulo de inclinación y los parámetros mencionados anteriormente se puede explicar teóricamente. Las cantidades descritas están relacionadas con la distribución de masa dentro de la galaxia, lo que afecta la manera en que la onda de densidad se propaga dentro del disco galáctico.
En las galaxias más masivas y con una estructura más ordenada, se observa que los brazos espirales son más pronunciados y contrastantes. Además, el contraste entre los brazos espirales es más pronunciado en las galaxias con una barra pronunciada, aunque esta correlación es relativamente débil. En general, las galaxias floculentas tienen una masa menor y un tipo morfológico más tardío que las galaxias de gran diseño.

## Estructura espiral de la Vía Láctea
Es un desafío determinar la presencia de brazos espirales en el disco de nuestra galaxia a través de la observación óptica, dado que el Sol está situado dentro del plano del disco de la Vía Láctea y la luz es absorbida por el polvo interestelar. Sin embargo, se pueden observar brazos espirales, por ejemplo, al mapear la distribución de hidrógeno neutro o nubes moleculares.
La ubicación precisa, la longitud y el número de brazos espirales siguen siendo inciertos. Sin embargo, la opinión predominante es que la Vía Láctea contiene cuatro brazos espirales principales: dos principales (los brazos de Escudo-Centauro y Perseo) y dos secundarios (los brazos de Norma y Sagitario). Su ángulo de inclinación es de aproximadamente 12° y su ancho se estima en 800 parsecs. Además de los grandes brazos, también se distinguen formaciones más pequeñas y similares, como el brazo de Orión.

## Teorías sobre el origen de la estructura espiral
La prevalencia de galaxias espirales indica que la estructura espiral es un fenómeno de larga duración. Sin embargo, dado que las galaxias giran de manera diferencial en lugar de como cuerpos sólidos, cualquier estructura en el disco debería curvarse significativamente y desaparecer en aproximadamente una o dos revoluciones. Las dos soluciones más frecuentes a esta cuestión son el modelo estocástico de formación estelar autopropagante (SSPSF) y la teoría de ondas de densidad, que describen distintas variantes de la estructura espiral. La primera explicación postula que los brazos espirales se forman y disipan perpetuamente sin tiempo suficiente para sufrir una torsión significativa; dichos brazos espirales se denominan brazos materiales. La teoría de las ondas de densidad postula que el patrón en espiral es una onda de densidad, por lo que gira independientemente del disco como un cuerpo sólido. Por este motivo los brazos espirales se denominan brazos de onda. Es posible que este tipo de brazos espirales ocurran simultáneamente dentro de la misma galaxia.
Las colas de marea observadas en galaxias en interacción también se consideran brazos espirales materiales. Debido a la baja velocidad de la materia a distancia de la galaxia, las colas de marea parecen persistir durante un período prolongado de tiempo.

### Modelo SSPSF
El modelo SSPSF postula que los brazos espirales surgen cuando una explosión estelar se activa dentro de una región de la galaxia. La presencia de estrellas jóvenes y brillantes en esta región tiene el efecto de influir en el medio interestelar circundante. Por ejemplo, una explosión de una supernova genera una onda de choque en el gas, facilitando así la propagación de la formación de estrellas a través del disco galáctico. En un período de menos de 100 millones de años, las estrellas más brillantes de esta región tienen tiempo de extinguirse. Esto es menos del tiempo necesario para una revolución de la galaxia. La rotación diferencial de esta región le permite extenderse formando un arco corto. Dado que la formación de estrellas es un proceso continuo que ocurre en diferentes regiones del disco, existen numerosos arcos de este tipo en diferentes momentos a lo largo del disco, que pueden observarse como un patrón espiral floculento. Dado que dichos brazos espirales sólo son visibles debido a las estrellas jóvenes, tienen un impacto mínimo en la distribución de masa dentro de la galaxia y rara vez se observan en el infrarrojo.

### Teoría de ondas de densidad
En el contexto de la teoría de ondas de densidad, se entiende que los brazos espirales surgen cuando ocurren oscilaciones mecánicas dentro de un disco, dando lugar a una onda de densidad: las estrellas se mueven dentro del disco de tal manera que convergen en regiones específicas y se vuelven más concentradas. La onda de densidad ejerce una influencia gobernante no sólo sobre las estrellas sino también sobre el gas, promoviendo así una formación estelar más activa en regiones donde la concentración de estrellas es mayor. Simultáneamente, en distintos puntos del tiempo, diferentes estrellas emergen dentro del brazo espiral, lo que hace que la onda de densidad se mueva a una velocidad diferente a la del disco estelar. En consecuencia, la onda de densidad no está sujeta a torsión. La influencia de este mecanismo da como resultado la formación de una estructura espiral ordenada a gran escala, que también se observa en el infrarrojo. La concentración de estrellas en el brazo espiral aumenta apenas un 10-20%, pero este cambio relativamente modesto en el potencial gravitacional tiene un profundo impacto en la dinámica del gas. El gas se acelera y pueden producirse ondas de choque que aparecen como líneas de polvo oscuro en los brazos.
Es un desafío confirmar la presencia de una onda de densidad en la práctica. Sin embargo, es posible hacerlo, por ejemplo, detectando un radio de corrotación específico, que es una región donde el brazo espiral se mueve a la misma velocidad que las estrellas. Se puede identificar observando los gradientes de color dentro de los brazos. Dado que la población estelar se forma dentro de un brazo y luego se enrojece con el tiempo, se debería observar un gradiente de color a lo largo del brazo si su velocidad difiere de la del brazo. Se plantea la hipótesis de que las ondas de densidad son creadas y mantenidas por las barras de las galaxias o por la fuerza de marea de sus satélites.
La teoría de las ondas de densidad postula que sólo los brazos espirales posteriores son estables y que cualquier estructura principal debe en algún momento transformarse en una posterior. Al mismo tiempo, la propia estructura se amplifica durante un período posterior a la transformación, lo que se denomina amplificación de swing.
- «Influencia de la rotación diferencial en la estructura de los brazos espirales (animación)»
- Los brazos espirales «materiales» se retuercen considerablemente en un corto período de tiempo.
- Las ondas de densidad crean brazos que no se retuercen con el tiempo.

### Teorías alternativas
Algunas teorías proponen mecanismos alternativos para la aparición de brazos espirales que difieren de la teoría de ondas de densidad y del modelo SSPSF. Estas teorías no pretenden sustituir por completo a las teorías antes mencionadas, sino más bien explicar la aparición de brazos espirales en casos específicos. Por ejemplo, la teoría de variedades sólo es aplicable a las galaxias espirales barradas. Según esta teoría, la influencia gravitatoria de la barra hace que las órbitas de las estrellas se ordenen de una manera determinada, creando brazos espirales y moviéndose a lo largo de ellos. El nombre de la teoría está relacionado con el hecho de que en este modelo las estrellas que se mueven en brazos espirales forman una variedad en el espacio fásico. A diferencia de la teoría de ondas de densidad, la teoría de variedades no postula la aparición de gradientes de color en los brazos espirales, que de hecho se observan en numerosas galaxias. El hecho de que en las galaxias barradas los brazos espirales se originen en una región próxima a la barra puede sugerir una correlación entre estas estructuras y la teoría de variedades. Sin embargo, esta no es la única teoría que explica la génesis de los brazos a partir de las barras.

## Historial de investigación

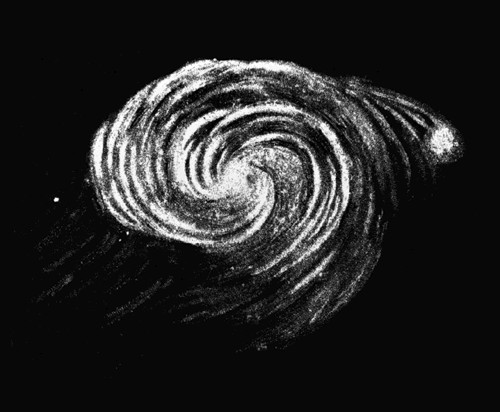
Boceto de M51 por William Parsons

La estructura espiral fue identificada por primera vez en 1850, por el astrónomo aficionado William Parsons, en la galaxia del Remolino (M51).
En 1896 fue formulada el problema de la torsión. Si los brazos espirales fueran entidades materiales, debido a la rotación diferencial, se retorcerían muy rápidamente hasta el punto en que serían imposibles de observar. Por consiguiente, la cuestión de la naturaleza de la estructura en espiral permaneció sin resolver durante un período considerable de tiempo. Desde 1927, esta cuestión fue abordada por el astrónomo Bertil Lindblad, quien en 1961 concluyó correctamente que los brazos espirales surgen debido a la interacción gravitatoria entre las estrellas en el disco. Posteriormente, en 1964, Chia-Chiao Lin y Frank Shu propusieron la teoría de que los brazos espirales pueden conceptualizarse como ondas de densidad. El modelo SSPSF se propuso por primera vez en 1978, aunque el concepto de una explosión de supernova que estimula la formación de estrellas en regiones vecinas fue propuesto por primera vez por Ernst Öpik en 1953. Esta observación formó la base de la teoría posterior.
En 1953, se midieron con un alto grado de precisión las distancias a las diversas asociaciones estelares de nuestra galaxia. Esto permitió el descubrimiento de una estructura espiral en la Vía Láctea.
La clasificación de las galaxias en categorías de diseño floculento, multibrazo y gran diseño se deriva de un esquema de clasificación morfológica más complejo que involucra 10 clases que describen el tipo de patrón en espiral. El esquema de clasificación fue desarrollado por Debra y Bruce Elmegreen en 1987. Posteriormente propusieron un esquema simplificado, que es el que se utiliza actualmente.
A pesar de los considerables éxitos de la teoría de las ondas de densidad, la naturaleza física de los brazos espirales sigue siendo un tema de debate, sin que aún se haya alcanzado un consenso claro.